# Huertahernando
Huertahernando település Spanyolországban, Guadalajara tartományban. Huertahernando Ablanque, Olmeda de Cobeta, Zaorejas, Armallones, Sacecorbo, Esplegares és Riba de Saelices községekkel határos. Lakosainak száma 58 fő (2024).

## Népesség
A település népessége az utóbbi években az alábbiak szerint változott:
| Lakosok száma | 75   | 66   | 68   | 69   | 65   | 56   | 60   | 53   | 58   | 58   |
|               | 2001 | 2004 | 2006 | 2009 | 2011 | 2014 | 2016 | 2019 | 2021 | 2024 |